# Alfredo Fiorito
Alfredo Fiorito   (Rosario, 20 d'abril de 1953 - Eivissa, 24 de desembre de 2024) va ser un DJ argentí. Se'l considera el «pare del balearic beat». Després d’emigrar a Eivissa el setembre de 1976, Fiorito començà a fer de DJ a les discoteques Amnesia, Space i Pachá. Allà el seu estil tingué una gran acceptació i fou una peça fonamental en l'auge de la música de ball a l'illa pitiüsa i més enllà a finals dels anys 1980.

## Biografia
Fiorito va néixer en la ciutat de Rosario (província de Santa Fe) el 20 d'abril de 1953. Es va formar per ser periodista i va treballar com a crític musical. El 1976, quan tenia 23 anys, va emigrar a Europa per instal·lar-se definitivament a Eivissa.
Fiorito va tenir diversos treballs quan arribà a Eivissa: fabricant d'espelmes, repartidor a domicili i dissenyador de moda, entre d'altres. També va treballar com a cambrer a Be Bop, un bar del port d'Eivissa on hi havia un parell de tocadiscos i un mesclador. L'any 1982 va començar com a DJ. Quan ja s'estava guanyant una bona reputació com a músic, li proposaren d'assistir a una festa privada al terrat d’Amnesia, un dels millor locals de música de l'illa. Començà així sis anys de residència al club on començà a punxar-hi house i dub, i fou dels primers a l'illa a posar música electrònica vinguda directament d'Amèrica. A finals dels anys 1980, Fiorito aconseguí un gran èxit i el 1988 DJ Mag l'anomena DJ de l'any. El 1990 passà a ser resident de la discoteca Pachá, juntament amb Ricardo Urgell.
El 1987, quatre DJ britànics van assistir a Amnesia. El grup estava format per Danny Rampling, Paul Oakenfold, Nicky Holloway i Johnny Walker. En el club, el grup va conèixer l'estil eclèctic de Fiorito, que incloïa pop, soul, funk, jazz i altres gèneres emergents de la música house, exportada dels Estats Units d'Amèrica. En tornar a Anglaterra volgueren recrear l'experiència i les cançons que Fiorito els havia ensenyat. Danny Rampling va ser el primer anglès a organitzar una festa Balearic beat amb el nom de Shoom, la qual va es va fer a un gimnàs que no s'emprava al centre de Southwark. Oakenfold va organitzar una festa «Ibiza Reunion», la qual evolucionà en una de les majors festes a Anglaterra de l'estil acid-house, coneguda com Spectrum, a Charing Cross.